# Babapiskóta

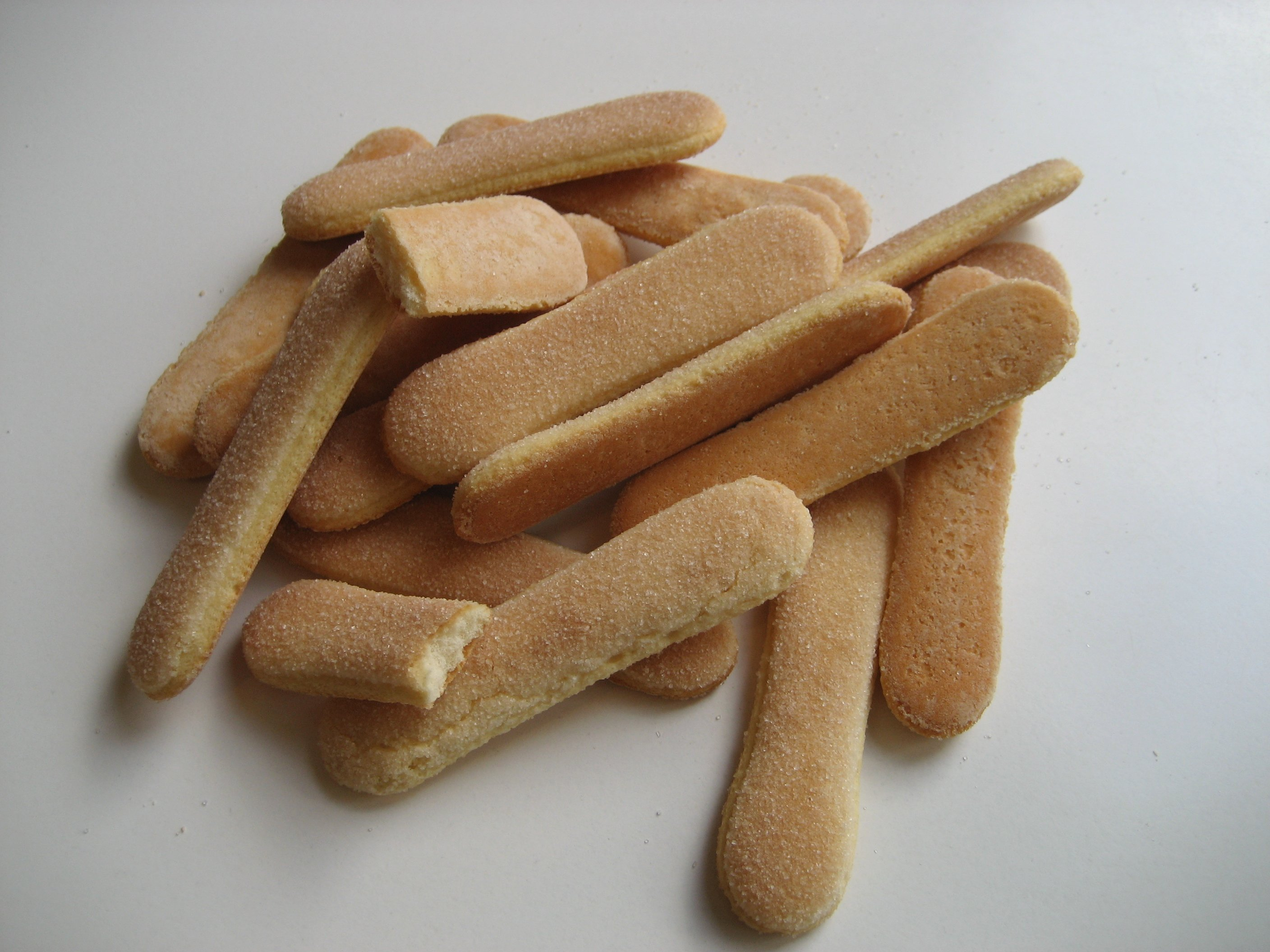
Babapiskóta

A babapiskóta egy Magyarországon is kedvelt, búzalisztet, cukrot, tojást tartalmazó, habbá vert tojásfehérjével lazított tésztából készített, jellegzetes, hosszúkás formájú sütemény. Színe a halványsárgától a világosbarnáig terjed. Állaga törékeny, jól lazított, könnyű tésztájú, porhanyós, csomómentes. Illata friss tojásra emlékeztet. A leggyakoribb nagyiparilag is előállított piskótatészta-készítmény a babapiskóta.

## Története
Az édesség eredete a 14. századig vezethető vissza, amikor először készítették a savoyai uralkodó udvarában a francia király látogatásának alkalmából.[forrás?]

## Elkészítése
A babapiskótatésztához cukor, tojás és liszt szükséges. Járulékos anyagokként lehet benne még dió, kakaópor, reszelt citromhéj, meggy, vanília. A babapiskótát és a piskótaféleségeket kétféleképpen állíthatjuk elő: hideg és meleg úton.
A hidegen készített babapiskóta - melynek szokásos összetétele 0,25 kg cukor, 0,25 kg liszt, 15-16 tojás, először felverik a tojásfehérjét, a tojássárga masszát a cukor egy részével jó habosra kikeverik, majd a tojáshabot a tojássárga masszához keverik, és ugyancsak hozzáadják az előírásban szereplő lisztmennyiséget is. A tészta szerkezetét a felvert tojásfehérje határozza meg. Formákba öntik és mérsékelten meleg (kb. 200-210 C°) sütőben sütik.
Gyakran előfordul, hogy a hidegen készített piskótatésztához nagyobb mennyiségű cukrot írnak elő, mint lisztet. Az ilyen előírások alapján jó tészta készül, de a csecsemők és a betegek táplálására az ilyen sok cukorral készített sütemény nem megfelelő.
A meleg eljárás abban különbözik a hidegtől, hogy a tojás sárgáját és a porcukrot melegen keverik össze. Ez a készítési mód azért előnyös, mert a piskóta könnyebb, nagyobb térfogatú és kiadósabb lesz. Hátránya, hogy a cukor és a liszt aránya csak 1:1 lehet, mert különben a piskótatészta beesik. Piskóta készítéséhez jó minőségű, sikérben gazdag és erős sikérű fehér búzaliszt kell. A különféle egyéb piskótatészták összetételei természetesen igen változóak.

## Felhasználása
A babapiskótát gyakran használják alapanyagként különféle édességekhez, desszertekhez, amellett, hogy önállóan is fogyasztható.
Számos különböző sütemény alapja a babapiskóta, ebből készülnek az olasz tiramisu sütemény és a charlotte desszertfélék is.

## Receptek
| - Húsvéti piskótatorta - Puncskocka - Ropogós mézes | - Piskóta diókrémmel - Diplomata túrós - Likőrös, kávés babapiskóta |